# Filetia costulata
Filetia costulata är en akantusväxtart som beskrevs av Friedrich Anton Wilhelm Miquel. Filetia costulata ingår i släktet Filetia och familjen akantusväxter. Inga underarter finns listade i Catalogue of Life.